# Eldorado (Ohio)
Eldorado es una villa ubicada en el condado de Preble en el estado estadounidense de Ohio. En el Censo de 2010 tenía una población de 509 habitantes y una densidad poblacional de 858,19 personas por km².

## Geografía
Eldorado se encuentra ubicada en las coordenadas 39°54′15″N 84°40′31″O / 39.90417, -84.67528. Según la Oficina del Censo de los Estados Unidos, Eldorado tiene una superficie total de 0.59 km², de la cual 0.59 km² corresponden a tierra firme y (0%) 0 km² es agua.

## Demografía
Según el censo de 2010, había 509 personas residiendo en Eldorado. La densidad de población era de 858,19 hab./km². De los 509 habitantes, Eldorado estaba compuesto por el 99.02% blancos, el 0% eran afroamericanos, el 0% eran amerindios, el 0.59% eran asiáticos, el 0% eran isleños del Pacífico, el 0.2% eran de otras razas y el 0.2% pertenecían a dos o más razas. Del total de la población el 0.2% eran hispanos o latinos de cualquier raza.